# Kijocugu Hirajama
Kijocugu Hirajama (平山清次, Kiyotsugu Hirayama, 1874. – 1943.) japanski je astronom.
Najpoznatiji je po otkriću Hirajamine obitelji, grupa asteroida sa sličnim orbitalnim parametrima. Kijocugu Hirajama i Šin Hirajama, oba japanski astronomi, zaslužili su svojm znanstvenim radom i "svoj" krater na Mjesecu koji je nazvan Hirajama.

## Vanjske poveznice
- http://www12.plala.or.jp/m-light/Nomenclature.htm  Arhivirana inačica izvorne stranice od 21. prosinca 2007. (Wayback Machine) (na japanskom)
- Groups of asteroids probably of common origin, Astronomical Journal, Vol. 31, No. 743, pp. 185-188, October 1918.